# ادواردو پنیدو
ادواردو پنیدو (پرتغالی: Eduardo Penido؛ زادهٔ ۲۳ ژانویهٔ ۱۹۶۰) قایقران قایق بادبانی اهل برزیل است.